# Consiglio nazionale delle province
Il Consiglio nazionale delle province del Sudafrica, spesso abbreviato in Consiglio nazionale delle province o Consiglio nazionale, è la camera alta del Parlamento del Sudafrica. È affiancato dall’Assemblea nazionale, la camera bassa.
Esso è composto da 90 membri ed ha il compito di rappresentare equamente, a livello nazionale, tutte le nove Province del Sudafrica. È costituzionalmente definito dalla Costituzione del Sudafrica del 1996, all’Art. 60.

## Composizione e nomina
Secondo quanto previsto dalla Costituzione all’Art. 60 § (1) e (2) e all’Art. 61 § (1) e (3), i membri del consiglio sono nominati dalle singole province, che eleggono 10 rappresentanti ciascuna. Di questi, 90 in totale, 54 sono “permanenti” (6 per provincia), ovvero scelti dalla singola provincia per l’intera legislatura, e 36 (4 per provincia) sono “speciali”, ovvero seggi che, di diritto, spettano al premier della Provincia e a tre altri delegati.
La nomina di tutti i membri, tuttavia, non è libera: le province devono attenersi a una formula, stabilita dalla Costituzione del Sudafrica, secondo cui i delegati devono essere rappresentativi della distribuzione e dei rapporti di potere dei partiti a livello delle singole legislature provinciali e, di conseguenza, rispettare chiaramente e in modo proporzionale, i risultati elettorali locali.

## Ruolo nel processo legislativo
Il Consiglio può prendere in considerazione, modificare, proporre modifiche o respingere ogni disegno di legge. Deve prendere in considerazione tutte le leggi nazionali e ha anche il potere di avviare un processo legislativo nelle aree funzionali in cui il Parlamento e le legislature provinciali hanno un potere legislativo concorrente.
Esso ha quattro meccanismi decisionali a seconda del tipo di disegno di legge:
- Disegni di legge di cui all’articolo 74: questi disegni di legge, definiti dall’art. 74 della Costituzione non possono trattare questioni diverse dagli emendamenti costituzionali e dalle questioni relative agli emendamenti. Un disegno di legge che modifica la sezione 1 della Costituzione (che definisce il Sudafrica come una repubblica democratica costituzionale), o modifica la Carta dei diritti, o modifica qualsiasi disposizione costituzionale che riguardi il Consiglio stesso, i confini o i poteri provinciali, o altre questioni specificamente provinciali, infatti, deve essere necessariamente approvato dal Consiglio. Ogni delegazione ha un voto e sei delle nove delegazioni devono approvare il disegno di legge affinché passi. Altri emendamenti costituzionali non necessitando di essere approvati dal Consiglio, ma devono essere discussi pubblicamente in aula.

- Disegni di legge di cui all’articolo 75: questi disegni di legge sono gestiti dal processo specificato all’articolo 75 della Costituzione. Quando avviene una votazione su questi disegni di legge, i delegati votano individualmente. Il disegno di legge viene approvato quando la maggioranza semplice dei delegati vota a favore di tale disegno.

- Disegni di legge di cui all’articolo 76: si tratta di disegni di legge che riguardano le province e che sono principalmente correlati alle aree di competenza concorrente dei poteri legislativi nazionali e provinciali, e sono trattati con la procedura di cui all'articolo 76 della Costituzione. Votando su questi disegni di legge, le nove delegazioni provinciali votano in linea con l'istruzione loro comunicata dalle rispettive legislature provinciali. Ogni delegazione ha un voto. Il disegno di legge viene approvato se la maggioranza delle delegazioni vota a favore del disegno di legge.

- Disegni di legge di cui all’articolo 77: si tratta di disegni di legge che coprono l'appropriazione di denaro, l'emanazione di tasse nazionali, prelievi, dazi o supplementi. Sono trattati con riferimento al processo delineato all’Art. 77 della Costituzione. I delegati votano individualmente. Il disegno di legge viene accettato quando la maggioranza dei delegati vota per approvarlo.